# Ștefan Barbu
Ștefan Barbu (Arad, 2 marzo 1908 – Arad, 30 giugno 1970) è stato un calciatore rumeno.

## Carriera
Barbu debuttò con l'Olimpia Arad e successivamente, ancora giovane, andò al Gloria Arad. Fece il suo debutto nella Nazionale rumena a 19 anni in un'amichevole contro la Polonia finito 3-3. Con la Nazionale prese parte al Mondiale 1930 dove giocò contro il Perù e l'Uruguay. Dopo il Mondiale andò al Rapid Bucarest in cui vinse tre volte la Coppa di Romania. In seguito, negli ultimi anni della sua carriera giocò per varie squadre di Arad.

## Palmarès
- Coppa di Romania: 3

Rapid Bucarest: 1934–1935, 1935–1936, 1937–1938

### Individuale
- Capocannoniere della Divizia A: 1935–1936